# Sorgina

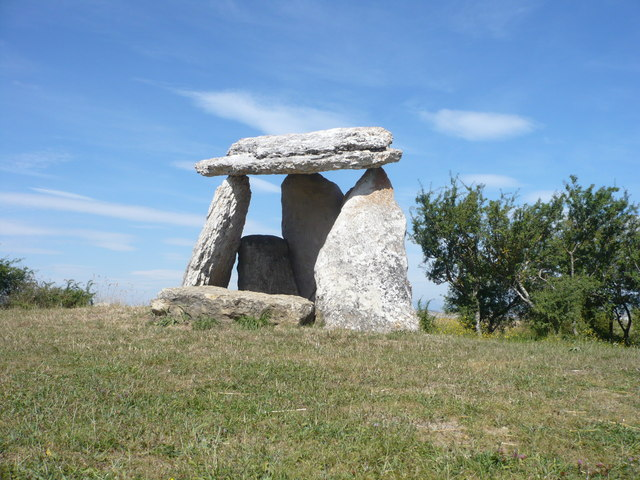
Dolmen de Sorginetxe en Arrizala (Álava).

Sorgina se suele traducir como bruja en euskera. El término "Sorgin", sin embargo, como personajes históricos, podría referirse a pitonisas o sanadoras; a quienes, durante el proceso de cristianización del País Vasco, se demonizó identificándolas como brujas.
Tras la caza de Brujas de Zugarramurdi por la Inquisición española, se extendió el mito de que las "sorginak" se reunían las noches de los viernes en una campa llamada frecuentemente "akelarre" (campo del macho cabrío) o "eperlanda" (prado de la perdiz) para celebrar rituales mágico-eróticos. "Aquelarre", sin embargo, es un término del que no se tiene constancia de que se empleara hasta el proceso de Zugarramurdi, lo que hace pensar que el nacimiento de esa palabra fuera una deformación de "Alker-larre", siendo "alker" un tipo de pasto, significando en realidad el "prado de hierba del tipo alker". Por otro lado, en la mitología vasca, Aker (el macho cabrio) era un numen protector del rebaño, y no una deidad sexual.
La escasez de fuentes escritas hace difícil determinar rotundamente el significado de esta palabra, que ha ido variando a lo largo de los siglos.
Por otro lado, "Sorgin" se ha empleado también para referirse a seres mitológicos que las leyendas las sitúan como asistentes de la diosa Mari en su lucha por hacer pagar cara la mentira.
Hay otro término en euskera con el significado de adivino/a, que recibe el nombre de azti.

## Etimología
Joxemiel Barandiaran propone que deriva de sorte + -gin, significando, por tanto, "echadora de suertes". Sus elementos serían sorte, del latín sors, «suerte» y -gin del verbo euskera egin «hacer». Esta construcción aparece como un calco semántico del francés sorcier/e que también está compuesta de «suerte» y de la terminación -cier. En euskera la A final no indica el femenino, sino el artículo.
Otra etimología la deriva de sor- + -gin, y significando "creador(a)". También se puede interpretar como la comadrona actual, siendo además la curandera.

## Toponimia
En la actualidad, hay numerosos topónimos en el País Vasco y Navarra que hacen referencia a las sorginak, como Sorginaren Txabola (Chabola de la Hechicera) en Elvillar (Álava), Dolmen de Sorginetxe (casa de la bruja) en Arrizala Salvatierra (Álava) o en Elbete Baztán (Navarra), Sorginzubi (Puente de la bruja) en Abaurrea Alta (Navarra), etc.

## Retórica
En retórica existe la sustitución del nombre propio por una expresión, tal como Sorgin herria (Pueblo de brujos) por Zalla, así a los naturales de Zalla se les llama por antonomasia «Brujos». El proceso inverso es a veces nombrado mediante el uso de recurso de estilo, se utiliza un atributo característico para poder particularizarla. Ese atributo asume entonces la función de nombre propio y, de hecho, a veces sustituye el nombre original.